# Lago Labaz
O lago Labaz (em russo, озеро Лабаз) é um lago de água doce localizado na parte meridional da península de Taimir, nas terras baixas do norte da Sibéria da parte norte-central da Rússia, no krai de Krasnoyarsk. Fica a 47 m de altitude e tem uma superfície de 470 km². É o segundo maior da península de Taimir, depois do lago Taimir.
Visto do espaço, uma forma aproximadamente ovalada. Os seus afluentes principais são os rios Jom e Njolda. Na margem sudoeste do lago fica a foz do seu emissário, o rio Kegerdi, uma das fontes do rio Boganida (de 366 km), pelo que o lago está situado na bacia do rio Khatanga. A leste do lago Labaz fica outro lago mais pequeno, o lago Chargy.